# 婁県
婁県（ろう-けん）は中華人民共和国上海市にかつて存在した県。現在の松江区の一部に相当する。
1656年（順治13年）、清朝により設置される。1912年（民国元年）に廃止され、華亭県に統合された。